# Goldfieldita
La goldfieldita és un mineral de la classe dels sulfurs, que pertany al subgrup de la goldfieldita. Rep el nom de la localitat de Goldfield, a l'estat nord-americà de Nevada, on està ubicada la seva localitat tipus.

## Característiques
La goldfieldita és una sulfosal de fórmula química (Cu10◻₂)Te₄S₁₂S. Cristal·litza en el sistema isomètric. La seva duresa a l'escala de Mohs es troba entre 3 i 3,5.
Segons la classificació de Nickel-Strunz, la goldfieldita pertany a «02.G - Nesosulfarsenits, etc. amb S addicional» juntament amb els següents minerals: argentotennantita, freibergita, giraudita, hakita, tennantita, tetraedrita, selenoestefanita, estefanita, pearceïta, polibasita, selenopolibasita, cupropearceïta, cupropolibasita i galkhaïta.

## Formació i jaciments
Va ser descoberta a la mina Mohawk, a la localitat de Goldfield, dins el comtat d'Esmeralda (Nevada, Estats Units). Tot i tractar-se d'una espècie poc habitual ha estat descrita en tots els continents del planeta a excepció de l'Antàrtida.